# فيتالي كوتوزوف
فيتالي كوتوزوف (بالروسية: Кутузов, Виталий Владимирович)‏ (بالبيلوروسية:Віталь Кутузаў) (مواليد 20 مارس 1980 في بينسك - الاتحاد السوفييتي) لاعب كرة قدم بيلاروسي يلعب حاليا لصالح نادي الدرجة الأولى باري الإيطالي منذ 2009 في مركز المهاجم .

## روابط خارجية
- فيتالي كوتوزوف على موقع الاتحاد الأوربي (الإنجليزية)
- فيتالي كوتوزوف على موقع قاعدة بيانات كرة القدم.إي يو (الإنجليزية)
- فيتالي كوتوزوف على موقع ناشيونال فوتبول تيمز (الإنجليزية)
- فيتالي كوتوزوف على موقع Soccerway.com (الإنجليزية)
- فيتالي كوتوزوف على موقع عالم كرة القدم.نت (الإنجليزية)
- فيتالي كوتوزوف على موقع كووورة